# 孔道輔
孔道輔（985年—1039年），字原魯，初名延魯。北宋初年儒者，孔子第四十五代孫。生於宋太宗雍熙二年(西元985年)，卒于仁宗寶元二年(西元1039年)，享年55歲。

## 生平
孔道輔是孔子四十五代孫，曾祖父孔光嗣，祖父孔仁玉，工部侍郎孔勗之子。生於宋太宗雍熙二年（985年），自幼好學。大中祥符五年（1012年），二十五歲中進士，授寧州軍事推官。大中祥符九年（1016年）遷大理寺丞，知仙源縣（今曲阜縣）。孔道輔曾奏請真宗擴建孔廟，獲得允准，遂主理其事。
乾興元年(1022年)任太常博士，召為左正言。此時章獻太后臨朝聽政，道輔受命之日，即疏请太后歸政。明道二年（1033年）受任右諫議大夫、御史中丞。宋仁宗欲廢郭，道辅率谏官孙祖德、范仲淹等劝阻，與宰相吕夷简抗争，遭貶為徐州知府，后遷為兖州知府。景佑四年（1037年），任龍圖閣直學士、兗州知府，访得孟子之墓於邹城四基山，遂建孟子廟於西南。宝元元年（1038）复召为御史中丞。當孔道輔在兗州時，有近臣向仁宗獻詩百篇，執政請委任為龍圖閣直學士，仁宗說：「詩雖然多，但不如孔道輔的一句。」於是委任孔道輔為龍圖閣直學士。
寶元二年（1039年），審理參知政事程琳与冯士元一案，宰相張士遜請求道輔為其求情。遂出知鄆州。途中天氣嚴寒，至韋城，病卒，贈尚書工部侍郎。
妻子金城郡君尚氏，尚書都官員外郎尚賓之女，生二子孔淘及孔宗翰。

## 延伸阅读
[在维基数据编辑]
 《宋史·卷297》，出自脱脱《宋史》